# Distrito de Le Raincy
El distrito de Le Raincy es un distrito (en francés arrondissement) de Francia, que se localiza en el département Sena-San Denis (en francés Seine-Saint-Denis), de la région Isla de Francia. Cuenta con 13 cantones y 16 comunas.
La capital de un departamento se llama subprefectura (sous-préfecture). Cuando un departamento contiene la prefectura (capital) del departamento, esa prefectura es la capital del distrito, y se comporta tanto como una prefectura como una subprefectura.

## División territorial

### Cantones
Los cantones del distrito de Le Raincy son:
1. Aulnay-sous-Bois-Nord
2. Aulnay-sous-Bois-Sud
3. Le Blanc-Mesnil
4. Gagny
5. Livry-Gargan
6. Montfermeil
7. Neuilly-Plaisance
8. Neuilly-sur-Marne
9. Noisy-le-Grand
10. Le Raincy
11. Sevran
12. Tremblay-en-France
13. Villepinte

### Comunas
| 1. Aulnay-sous-Bois (93005)  | 2. Le Blanc-Mesnil (93007)     | 3. Clichy-sous-Bois (93014) | 4. Coubron (93015)     |
| 5. Gagny (93032)             | 6. Gournay-sur-Marne (93033)   | 7. Livry-Gargan (93046)     | 8. Montfermeil (93047) |
| 9. Neuilly-Plaisance (93049) | 10. Neuilly-sur-Marne (93050)  | 11. Noisy-le-Grand (93051)  | 12. Le Raincy (93062)  |
| 13. Sevran (93071)           | 14. Tremblay-en-France (93073) | 15. Vaujours (93074)        | 16. Villepinte (93078) |